# António Marreiros
António Marreiros (?, Lisboa - ?) foi um administrador colonial português que atuou como Sargento-Mór (1719) e governador do Grão-Pará (1728 a 1732). Atuou em diversas expedições marítimas e na Guerra de Sucessão Espanhola, onde feriu a perna direita.